# 余凯思
余凯思（Klaus Mühlhahn，1963年8月19日-），德国历史学家和汉学家，自2010年起担任柏林自由大学东亚学系教授。并自2014年起兼任柏林自由大学副校长。
其因专著《中国刑事司法史》（Criminal Justice in China: A History） 获得2009年度美国历史学会授予的费正清奖。
2019年1月美国哈佛大学出版社出版其专著《让中国现代化：从大清到习近平》（Making China Modern: From the Great Qing to Xi Jinping）。
余凯思还以英语、德语和汉语接受大量时事专访，并长期为德国媒体担任中国时政评论家。

## 主要生平
- 1998年于柏林自由大学获得汉学博士学位。论文标题为《在模范殖民地胶州湾的统治与抵抗》（Herrschaft und Widerstand in der ‚Musterkolonie’ Kiautschou），该作品被授予1999年度Joachim Tiburtius奖。
- 1998年至2002年担任柏林自由大学东亚学系助理教授。
- 2002年至2004年担任加州大学伯克利分校中国研究中心客座研究员。
- 2004年到2007年担任芬兰图尔库大学历史系的当代中国和亚洲史教授。
- 2007年至2010年担任印第安那大学历史学教授和东亚语言与文化副教授。因《中国刑事司法史》（Criminal Justice in China: A History）获得2009年费正清奖。
- 自2010年以来担任德国柏林自由大学东亚学系的中国历史与文化教授，并自2014年以来担任柏林自由大学副校长。
- 2019年于哈佛大学出版社出版专著《让中国现代化：从大清到习近平》（Making China Modern: From the Great Qing to Xi Jinping）。